# Metra Corona
La Metra Corona è una struttura geologica della superficie di Venere.